# سارا تیلور (تنیس‌باز)
 سارا تیلور (انگلیسی: Sarah Taylor؛ زاده ۶ نوامبر ۱۹۸۱) یک تنیس‌باز اهل ایالات متحده آمریکا است.